# Басараб Наталя Казимирівна
Наталія Казимирівна Басараб (нар. 23 квітня 1954, с. Іванківці, Тернопільська область) — українська художниця, лялькарка, мисткиня, просвітянка.

## Життєпис
Наталя Басараб народилася у патріотичній родині  23 квітня 1954 року в селі Іванківці, що на Зборівщині (нині Тернопільської міської громади Тернопільського району Тернопільської области України). Мати була зв'язковою УПА.
Закінчила Кобзарівську середню школу, що на Зборівщині, декоративно-художнє відділення Тернопільського кооперативного технікуму (нині -  Тернопільський кооперативний торговельно-економічний коледж).
Значну роль у становленні майстрині відіграли лекції Ігоря Дуди. 
Працювала художницею-декораторкою в Тернопільському центральному універмазі (1975—1993 роки), художницею у Тернопільській загальноосвітній школі № 6 (1993), художницею у Франції.

## Творчість
Мріяла бути скульптором, але Бог обрав для неї олівець і пензель. Мрію згодом здійснила, творячи ляльки.
Учасниця художніх виставок від 1975 року.  
У Тернополі перша персональна виставка відбулася в 1994 році у палаці культури та спорту науково-виробничого об'єднання «Ватра». В її експозиції - акварелі, графіка, роботи на склі. Загалом від 1994-го  у Тернополі відбулося понад 10 персональних виставок художниці. 
У Києві перша персональна виставка відбулася в 1998 році.
У 2000 році — перша персональна виставка у Клермон-ферран (Франція), а відтак — у 2004 році — друга.  
Загалом від 1994 року відбулося понад 50 виставок художниці в різних куточках Тернопільської області, України та зарубіжжя. У доробку художниці - понад тисячу різножанрових картин. Творить портрети, натюрморти, пейзажі. Експериментує з техніками. Пише олійними фарбами, олівцем. Майструє з пір'я птахів. Займається аплікацією, розписом на склі та шовку.
Твори художниці зберігаються у Тернопільському обласному краєзнавчому та художньому музеях, Тернопільському міському об'єднанні «Просвіта» імені Тараса Шевченка, приватних колекціях в Україні, Німеччині, Польщі, РФ, США, Франції.
Від 1999 року виготовляє ляльки. Створила понад сотню скульптурних мініатюр відомих українських і світових зірок. 
У 2013 році в своїй майстерні відкрила мистецький салон.
Авторка понад 200 серій картин, зокрема  «На палітрі пір'я» (1997 р.), «Французькі мотиви» (2001 р.), «Закохана у квіти і міста» (2012 р.), «Краю мій світанковий» (2014 р.), «Барви осені» (2014 р.), «Феєрія квітів» (2019 р.), «Таємниця жіночої натури» (2020 р.) тощо.
У 2022 році створила серію жіночих портретів «Україночки» (20 картин).
У 2023 році започаткувала серію графічних портретів військовослужбовців «Їхні очі дивляться в душу...».

## Громадська діяльність
Від 2021 року - активна членкиня Тернопільського міського об'єднання Всеукраїнського товариства «Просвіта» імені Тараса Шевченка.
Ініціаторка й творець інформаційно-просвітницького проєкту «Їхні очі дивляться в душу...». У його рамках станом на червень 2024 року вже написала понад 500 портретів українських воїнів. У планах - понад тисячу. Виставки серії вже відбулися в Західноукраїнському національному університеті, ВСПУ «Техніічний фаховий коледж ТНТУ ім. І. Пулюя», Галицькому фаховому коледжі ім. В'ячеслава Чорновола, Українському домі «Перемога».

## Вшанування
У 2014 році Міжнародне товариство ірисівників зареєструвало новий сорт — «Наталі Басараб» (автор Ігор Хорош).
З нагоди 70-річчя художниці акціонерне товариство «Укрпошта» за проєктом «Власна марка» випустило ексклюзивні поштовий конверт і поштову марку. На марці зображена славнозвісна картина «Молитва», написана художницею у 2009 році.